# Цильсгаузен
Цильсгаузен (нім. Zilshausen) — громада в Німеччині, розташована в землі Рейнланд-Пфальц. Входить до складу району Рейн-Гунсрюк. Складова частина об'єднання громад Кастеллаун.
Площа — 6,63 км2. Населення становить 280 ос. (станом на 31 грудня 2020).

## Галерея

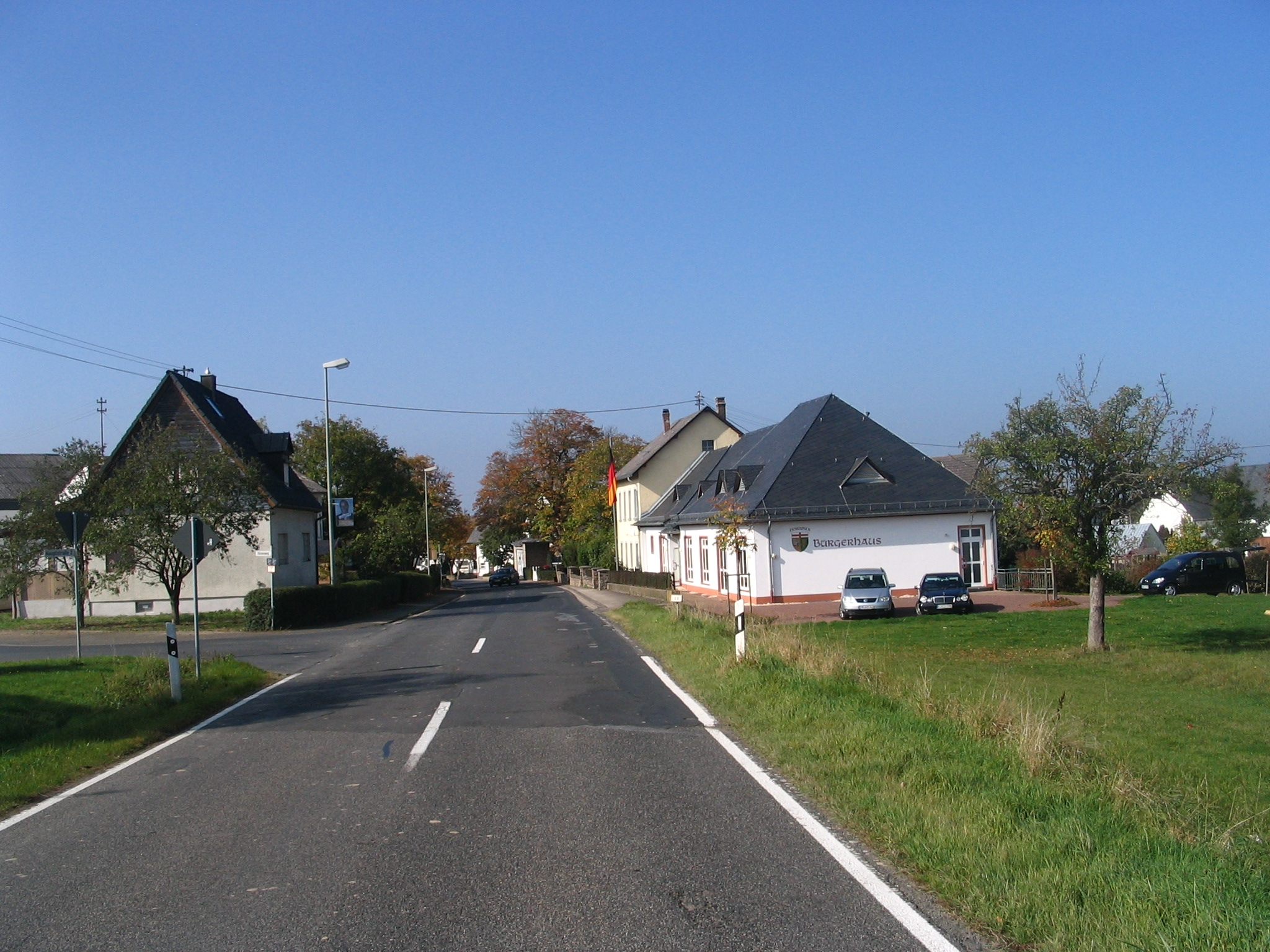
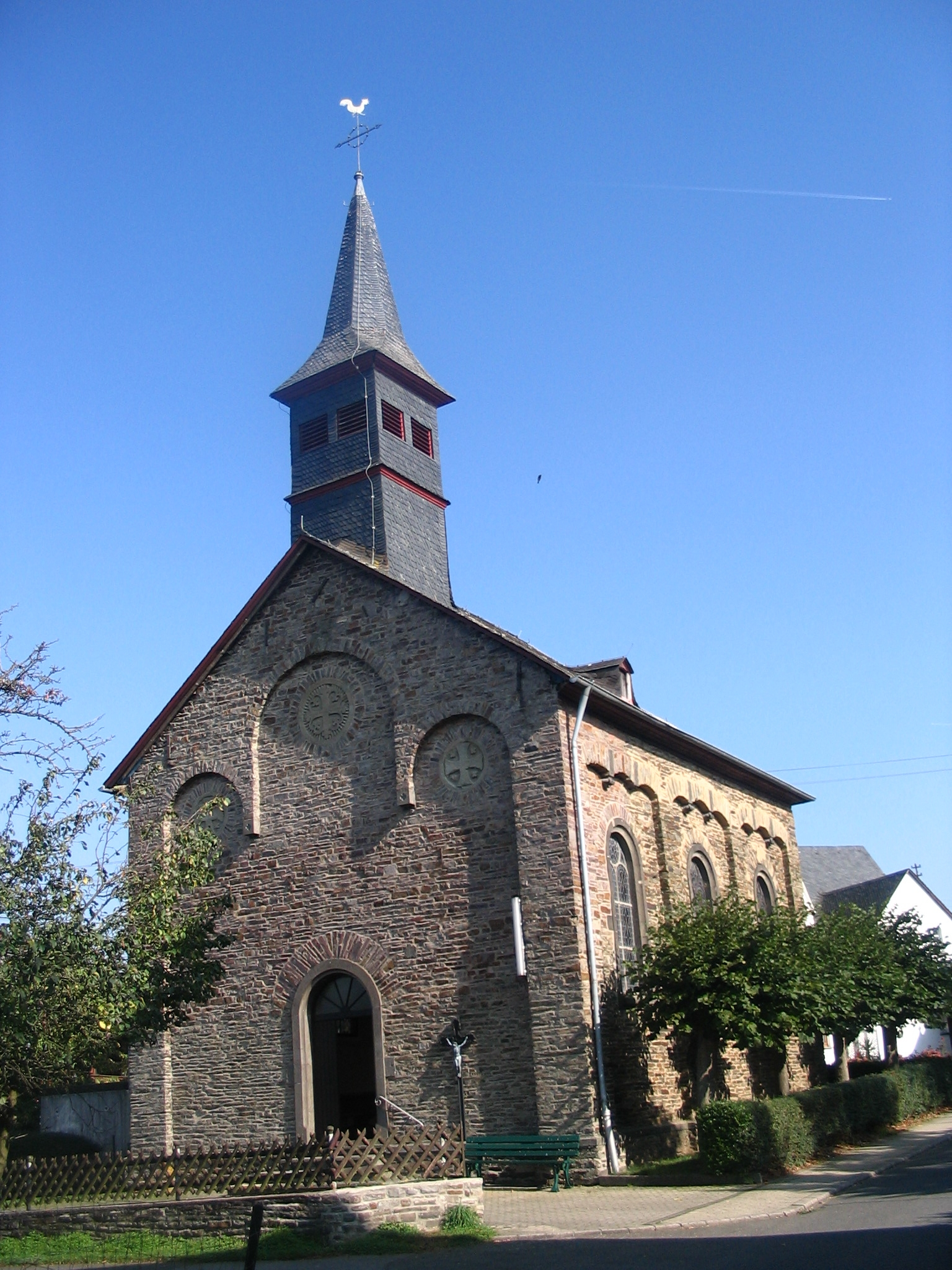